# Ярив, Амнон
Амнон Ярив (род. 1930, Тель-Авив) — израильский и американский профессор прикладной физики и электротехники в Калифорнийском технологическом институте, известный своими разработками в области оптоэлектроники.

## Биография
Амнон Ярив родился в 1930 году в Тель-Авиве в семье, иммигрировавшей из Польши. Во время войны за независимость он служил в артиллерийской части, дислоцированной в Латруне и демобилизовался после двух лет службы летом 1950 года. Сразу же начал учиться в Технионе, но через год отправился в США, когда был принят в Калифорнийский университет в Беркли. Он изучал электротехнику и радио и получил степень магистра в 1954 году и в 1958 году защитил докторскую диссертацию в области мазеров, микроволновых лазеров.
В 1960 году перебрался в лаборатории Белла в Нью-Джерси, где он продолжил изучение лазеров вместе с Джеймсом Гордоном. В 1964 году вернулся в Калифорнию и стал работать в Калифорнийском технологическом институте. В 1967 году он опубликовал работы по квантовой электронике, один из первых текстов в области квантовой электроники и лазерной физики.
В 1980 году он основал компанию Ортель (Ortel Corporation), которая была продана в 2000 году компании Lucent. 
Он был сотрудником института Саклера Тель-Авивского университета и посещал его много раз.
Амнон Ярив является автором нескольких трудов по оптоэлектронике и фотонике.
Сам он сказал, что основным результатом работы своей группы считает изобретение полупроводникового лазера с распределённой обратной связью. Устройство широко используется в волоконно-оптической связи в Интернете.
На его имя зарегистрировано порядка 60 патентов.

## Признание
- Член Национальной инженерной академии США (1976)[6].
- Член Национальной академии наук США (1991)[7].

В число наград входят:
- 1980 — Премия по квантовой электронике IEEE.
- 1985 — Премия Гарольда Пендера Пенсильванского университета.
- 1986 — Медаль Фредерика Айвса.
- 1992 — Премия Харви в Технионе в Хайфе за новаторский вклад в области электро-оптики, распространения волн в кристаллах, и нелинейной оптики.
- 2010 — Национальная научная медаль США за «научный и инженерный вклад в фотонике и квантовой электронике, который глубоко повлиял на сферу оптиковолоконной связи и оптику в целом.»[5]
- 2011 — IEEE Photonics Award.[8]

## Публикации
- Amnon Yariv: Introduction to Optical Electronics, Holt 1971, ISBN 0030846943
- Amnon Yariv: Introduction to Theory and Applications of Quantum Mechanics, Wiley 1982, ISBN 0471060534
- Amnon Yariv: Optical Electronics, Holt 1984, ISBN 0030702895
- Amnon Yariv, Pochi Yeh: Optical Waves in Crystals, Wiley 1984, ISBN 0471091421
- Amnon Yariv: Quantum Electronics, 3. Auflage, Wiley 1989, ISBN 0471609978
- Amnon Yariv, Pochi Yeh: Photonics Optical Electronics in Modern Communication, 6. Auflage, Oxford University Press 2006, ISBN 0195179463
- Amnon Yariv: Catching the wave, IEEE Journal of Selected Topics in Quantum Electronics 6(6), S. 1478 (2000), — автобиография